# حميمق بازي
حميمق بازي (الاسم العلمي: Butastur)، جنس طيور جارحة من فصيلة البازية.

## قائمة الأنواع
| الاسم الشائع        | الاسم العلمي                                   | القائمة الحمراء للأنواع المهددة بالانقراض | التوزيع | الصورة |
| ------------------- | ---------------------------------------------- | ----------------------------------------- | ------- | ------ |
| حميمق أصهب الجناحين | Butastur liventer (كونراد جاكوب تمينك، 1827)   | غم IUCN                                   |         |        |
| حميمق الجندب        | Butastur rufipennis (كارل جاكوب سوندفال، 1851) | غم IUCN                                   |         |        |
| حميمق أبيض العينين  | Butastur teesa (فرانكلين [الإنجليزية]، 1831)   | غم IUCN                                   |         |        |
| حميمق رمادي الوجه   | Butastur indicus (يوهان فريدريش غملين، 1788)   | غم IUCN                                   |         |        |